# Yate Town FC
Yate Town FC (celým názvem: Yate Town Football Club) je anglický fotbalový klub, který sídlí ve městě Yate v nemetropolitním hrabství Gloucestershire. Založen byl v roce 1906 pod názvem Yate Rovers FC. Od sezóny 2018/19 hraje v Southern Football League Division One South (8. nejvyšší soutěž). Klubové barvy jsou modrá a bílá.
Své domácí zápasy odehrává na stadionu Lodge Road s kapacitou 2 000 diváků.

## Historické názvy
Zdroj: 
- 1906 – Yate Rovers FC (Yate Rovers Football Club)
- 1946 – Yate YMCA FC (Yate Young Men's Christian Association Football Club)
- 1969 – Yate Town FC (Yate Town Football Club)

## Úspěchy v domácích pohárech
Zdroj: 
- FA Cup
  - 1. kolo: 2012/13
- FA Trophy
  - 3. kolo: 2004/05
- FA Vase
  - 5. kolo: 1991/92

## Umístění v jednotlivých sezonách
Stručný přehled
Zdroj: 
- 1968–1983: Gloucestershire County League
- 1983–1985: Hellenic Football League (Division One)
- 1985–1989: Hellenic Football League (Premier Division)
- 1989–1991: Southern Football League (Southern Division)
- 1991–1994: Southern Football League (Midland Division)
- 1994–1999: Southern Football League (Southern Division)
- 1999–2000: Southern Football League (Western Division)
- 2000–2003: Hellenic Football League (Premier Division)
- 2003–2005: Southern Football League (Western Division)
- 2005–2009: Southern Football League (Premier Division)
- 2009–2017: Southern Football League (Division One South & West)
- 2017–2018: Southern Football League (Division One West)
- 2018– : Southern Football League (Division One South)

Jednotlivé ročníky
Zdroj: 
Legenda: Z - zápasy, V - výhry, R - remízy, P - porážky, VG - vstřelené góly, OG - obdržené góly, +/- - rozdíl skóre, B - body, červené podbarvení - sestup, zelené podbarvení - postup, fialové podbarvení - reorganizace, změna skupiny či soutěže
| Sezóny  | Liga                                                 | Úroveň | Z  | V  | R  | P  | VG | OG | +/- | B  | Pozice |
| ------- | ---------------------------------------------------- | ------ | -- | -- | -- | -- | -- | -- | --- | -- | ------ |
| 2009/10 | Southern Football League (Division One South & West) | 8      | 42 | 15 | 10 | 17 | 58 | 64 | -6  | 55 | 13.    |
| 2010/11 | Southern Football League (Division One South & West) | 8      | 40 | 12 | 8  | 20 | 43 | 48 | -5  | 44 | 14.    |
| 2011/12 | Southern Football League (Division One South & West) | 8      | 40 | 13 | 11 | 16 | 58 | 59 | -1  | 50 | 13.    |
| 2012/13 | Southern Football League (Division One South & West) | 8      | 42 | 21 | 6  | 15 | 69 | 63 | +6  | 69 | 6.     |
| 2013/14 | Southern Football League (Division One South & West) | 8      | 42 | 20 | 8  | 14 | 81 | 69 | +12 | 68 | 9.     |
| 2014/15 | Southern Football League (Division One South & West) | 8      | 42 | 21 | 9  | 12 | 79 | 52 | +27 | 72 | 6.     |
| 2015/16 | Southern Football League (Division One South & West) | 8      | 42 | 12 | 11 | 19 | 48 | 62 | -14 | 47 | 16.    |
| 2016/17 | Southern Football League (Division One South & West) | 8      | 42 | 12 | 8  | 22 | 49 | 77 | -28 | 44 | 18.    |
| 2017/18 | Southern Football League (Division One West)         | 8      | 42 | 14 | 14 | 14 | 72 | 74 | -2  | 53 | 14.    |
| 2018/19 | Southern Football League (Division One South)        | 8      | 38 |    |    |    |    |    |     |    |        |

Poznámky
- 2017/18: Klubu byly z důvodu porušení stanov soutěže odečteny tři body.[3]